# Jack Pani
Jack Pani (eigentlich Jacques Pani; * 21. Mai 1946 in Troyes) ist ein ehemaliger französischer Weitspringer.
1966 schied er bei den Europäischen Hallenspielen in Dortmund in der Qualifikation aus und wurde Elfter bei den Europameisterschaften in Budapest. 1968 folgte einem fünften Platz bei den Europäischen Hallenspielen in Madrid ein siebter Platz bei den Olympischen Spielen in Mexiko-Stadt.
Einem siebten Rang bei den Europameisterschaften 1969 in Athen folgte ein Sieg beim Europacup 1970 in Stockholm. 1971 schied er bei den Europameisterschaften in Helsinki in der Qualifikation aus und siegte bei den Mittelmeerspielen. Bei den Halleneuropameisterschaften 1972 in Grenoble wurde er Sechster.
Viermal wurde er Französischer Meister (1967–1969, 1971). Viermal stellte er einen nationalen Rekord auf, zuletzt mit 8,16 m am 22. Juni 1969 in Pulversheim.